# Ziegelhütte (Münchberg)
Ziegelhütte ist ein Gemeindeteil der Stadt Münchberg im Landkreis Hof (Oberfranken, Bayern). Ziegelhütte liegt in der Gemarkung Sauerhof.

## Geografie
Unmittelbar westlich des Weilers liegen die Sauerhofteiche, die vom Kropfbach, dem rechten Oberlauf des Stammbachs, gespeist werden. Im Südosten steigt das Gelände zur bewaldeten Anhöhe Karlberg (664 m ü. NHN) an. Die Bundesstraße 289 führt nach Untersauerhof (0,4 km westlich) bzw. nach Sauerhof-Kuppel (0,5 km nordöstlich).

## Geschichte
Ziegelhütte wurde auf dem Gemeindegebiet von Sauerhof gegründet. Im Zuge der Gebietsreform in Bayern wurde Ziegelhütte am 1. Juli 1972 nach Münchberg eingemeindet.

### Einwohnerentwicklung
| Jahr      | 1871  | 1885  | 1900   | 1925   | 1950   | 1961   | 1970   | 1987   |
| Einwohner | 25    | 76    | 55     | 32     | 35     | 24     | 24     | *      |
| Häuser    |       | 13    | 5      | 6      | 7      | 7      |        | *      |
| Quelle    | [ 8 ] | [ 9 ] | [ 10 ] | [ 11 ] | [ 12 ] | [ 13 ] | [ 14 ] | [ 15 ] |

## Religion
Ziegelhütte war ursprünglich nach Marienweiher gepfarrt. Seit der Reformation ist der Ort gemischt konfessionell. Die Protestanten waren ursprünglich nach St. Maria (Stammbach) gepfarrt, seit den 1930er Jahren ist die neu gebildete Pfarrei in Ahornis zuständig.